# عبلة (اسم)
عَبْلة، وهو اسم علم شخصي مؤنث، وله انتشار في الوطن العربي. ومعناه: المرأة الضخمة، أو الممتلئة.
اشتقاقه من الفعل عَبُلَ: ضخُمَ. أو هو الصخرة. واشتهر الاسم عَبْلة في الأدب العربي بمحبوبة الشاعر عنترة بن شداد، (525م - 608م) وهو أحد أشهر شعراء العرب.
ولعبلة معانٍ أخرى غير مناسبة.
ومن الأسماء المشابهة والمتعلقة: عَبْلاء.

## الشخصيات
- عبلة بنت مالك العبسية، محبوبة عنترة بن شداد.
- عبلة الكحلاوي، مواليد (15 ديسمبر 1948م)، داعية إسلامية مصرية. وهي أستاذة للفقه في كلية الدراسات الإسلامية والعربية.
- عبلة كامل، مواليد (17 سبتمبر 1960م)، ممثلة مصرية